# Service après-vente des émissions
Le Service après-vente des émissions ou SAV des émissions est une série télévisée humoristique quotidienne qui était présentée par le duo comique Omar et Fred entre 2005 et 2012 sur Canal+, notamment dans l'émission Le Grand Journal de Michel Denisot. Elle était également rediffusée dans la matinale de Virgin Radio et Comédie +. En Belgique et au Luxembourg, elle était diffusée sur Be 1.

## L'émission
Inspiré d'une précédente émission du duo, Le Visiophon, le SAV des émissions est un centre de réception d’appels pas comme les autres. Le principe de départ de cette émission humoristique est de commenter l'actualité des derniers jours dans un format court de deux minutes présentant de manière successive les différents personnages, récurrents ou non, du duo comique.
Chaque gag s'ouvre sur Omar ou Fred, en veste noire depuis la saison 5 (à l'origine elle était rouge), décrochant le téléphone et disant : « Service après-vente, bonjour ! ». L'autre joue un personnage qui généralement demande confirmation d'un fait divers, ce que le SAV confirme ou non. Le personnage fait alors un commentaire personnel, presque toujours dérisoire. Les personnages récurrents appellent pour d'autres raisons, ce qui donne les gags suivants. Le concept s'est rapidement ouvert à l'absurde, que ce soit dans les dialogues ou dans les costumes.
Tout d'abord intégrée à l'émission 20 h 10 pétantes de Stéphane Bern durant la saison 2005/2006, l'émission était diffusée quotidiennement depuis septembre 2006 dans l'émission Le Grand Journal de Michel Denisot en fin d'émission, sauf les soirs de matchs retransmis par la chaîne.
Le 5 juin 2012, Canal+ annonce que l'émission ne sera plus dans sa grille de programmation à la rentrée de septembre 2012, Omar Sy s'envolant pour un an à Los Angeles.
Une suite n'est toujours pas en projet. Omar Sy et Fred Testot effectuant leurs projets respectifs, aucune nouvelle saison n'a été annoncée, mais l'émission continue d'être rediffusée sur Comédie+.

## Les personnages récurrents

### Personnages interprétés par Omar
- Le Commandant Chocolat, parodie du commandant de bord joué par Fred. Il se surnomme le "Captain Chocolate".
- Celui qui n'est jamais au courant de choses qui existent pourtant depuis longtemps, et qui exprime son étonnement en disant : « Ah ! Première nouvelle ! ».
- Doudou + nom du chanteur parodié (exemple : Doudou U2, Doudou Claude François, …) bien qu'il s'agisse de la même personne.
- Jean Le Guindé[2], (de son vrai nom Jean Pistache[3]) humoriste, qui fait toujours des calembours dont il est le seul (ou presque) à rire. À chaque fin de blague, il prononce : « Jean Bloguin, humoriste ! »[4].
- Celui qui fait allusion à la petite taille de Nicolas Sarkozy, et qui se voit répondre le plus souvent « Oh putain ! Tu vas avoir des problèmes ! » par Fred.
- Saïd, le jeune qui s'exprime mal et que Fred déteste car il ne comprend jamais rien à rien. Il est l'amant de Tata Suzanne et commence ses phrases par « Oui beujour ! » avant de parler d'un sujet auquel il n'a rien compris. Chaque fois que Fred le voit, il soupire d'agacement et Saïd répond « Attendez ».
- Le jeune gamin qui n'a rien dans la tête, qui commence ses phrases par « Ouais ! Salut ! » et qui se fait répondre : « Sale jeune ! » ou « Va danser la Tecktonik ».
- Le sorcier vaudou qui s'exprime avec colère et qui voit des complots partout, avec son expression culte « Malleus Maleficarum » finissant ses phrases en hurlant : « Mécréants ! ».
- Le bon français qui « francise » tous les anglicismes ou les titres de fictions en français (exemple : Sex and the City devient La quéquette à la ville, ou Tête de livre pour Facebook).
- Diablotin, celui déguisé en diable qui brille par la méchanceté de ses blagues et son rire diabolique
- Le mage et sa voix très rauque qui prédit ce qui va se passer dans l'année, sans le montrer explicitement. Fred finit toujours le sketch en rappelant cette prédiction à Maryse et en disant : « C'est le mage qui l'a dit ! »
- Celui qui imite des émissions ou séries télévisées (exemple : Ushuaia Nature, Pascal, le grand frère, Joséphine, ange gardien) et à la fin Fred dit « j’ai vu [émission], c’est vachement bien »
- Celui qui comprend autre chose de ce qu'il entend (exemple : il comprend « Nicolas Sarkozy a donné de la beuh à Ségolène Royal » alors que c'est « Nicolas Sarkozy a présenté ses vœux à l'éducation nationale »)
- Patafoin, déguisé en Télétubbie jaune et qui répond aux questions des enfants tout en précisant la véritable et cruelle vérité (exemple : « ta maman est pauvre, ne travaille pas... »)
- Super Courtois, un homme particulièrement poli et attentionné, qui lui finit ses phrases avec un air chantant : "Super courtois, oh oui c'est moi !"
- Hamidou le journaliste, qui prétend toujours avoir « une exclusivité » avec l'interview d'une grande célébrité. Il a toutefois reçu Youssou N'Dour, Marcel Amont et le groupe Sexion d'assaut. Il annonce sa démission le 21 avril lors du SAV du 1er tour, car il n'est pas satisfait des émissions qu'il fait.
- Celui qui explique comment remettre de l'ordre dans le pays en tuant les personnes « mauvaises » pour la société (par exemple les enfants en échec scolaire), et dit que c'est efficace et non pas radical puis il demande à la fin d'acheter son livre Comment sortir de la crise en 10 jours.
- Le féministe, qui défend les droits des femmes. Fred lui répond toujours « Toi, tu veux baiser, hein ? », ce qu'il admet à moitié
- Amadou le chanteur (en référence à Amadou et Mariam). Quand il apparaît, Fred dit « Ah Amadou, elle est où Mariam ? » et ce dernier fait une chanson concernant ce qu'est en train de faire Mariam sur la mélodie de "Je pense à toi".
- Super Mario, le célèbre plombier des jeux vidéo, mascotte de Nintendo. Son apparition s'accompagne du thème musical de Super Mario Bros. et il s'exprime avec des gestes répétitifs. Fred transmet le message de Mario à Maryse, personnage récurrent dont on ne voit pas le visage.
- Celui qui se plaint régulièrement des changements de programme à la télévision (exemple : remplacement de David Pujadas au journal télévisé de France 2), et qui dit souvent « Bah oui ! ».
- Celui qui fait une petite réflexion, marque un temps de pause, se rend compte de quelque chose et crie « Oh mon dieu ! ».
- Le bébé qui naît en sortant la tête de son T-shirt et en pleurant.
- Monsieur Vérité.
- Nafissatou Diallo qui s'exclame « It's not me, it's not me, I didn't do that » en parlant d'un thème d'actualité (la crise en Grèce par exemple).
- Laurent Ruquier qui appelle pour faire une blague. Fred termine l'appel par la phrase "embrasse Pierre Benichou".

### Personnages interprétés par Fred
- Le commandant de bord, qui n'est pas doué pour les annonces en anglais ou en espagnol.
- Tata Suzanne, mamie nymphomane, sadomasochiste et scatophile qui se plaint souvent de sa maigre pension de retraite ou raconte les mésaventures de son mari et ses aventures dans une sorte de prostitution. Quand elle apparait elle dit « Salut mon chéri c'est tata Suzanne ». Elle est interprétée par Omar le 1er juin 2009, après une séance d'UV. Le 23 novembre 2009, son mari tonton Mitchell (interprété par Eddy Mitchell) la quitte.
- Le menteur, qui est « soi-disant » ami avec Bruce Willis, Tom Cruise, etc. et qui commence toujours ces phrases par « Ouais, salut bonhomme, dis-moi... » et ayant déjà couché avec Tata Suzanne. Omar l'apprendra à ses dépens.
- Doudou Galak, le Doudou blanc. Parodie de Doudou.
- Rocco Siffredi, acteur pornographique qui commence toujours ses phrases par « Hé salut Omar, c'est Rocco ça va ? ». Il raconte les (més)aventures qu'il subit à cause de son pénis, qui est une « personne » à part.
- Didier, qui réclame une hygiène parfaite envers les diverses stars d'actualité. Il commence souvent par la phrase « Hello c'est Didier ». Depuis le 15 décembre 2011, il appelle pour que les hommes soient sales.
- Le macho, qui dit que les femmes sont « perfides » et uniquement bonnes à « laver son slip dans la cuisine ».
- Clowny, le clown psychopathe qui fait rire les enfants avec une blague puis raconte un détail morbide qui les dégoute, tout en riant diaboliquement. Il se présente toujours en disant « Bonjour les enfants, c'est Clowny ».
- Celui avec une voix très aiguë que l'on prend à tort pour une femme, mais qui a en fait eu « un accident de cheval ».
- Celui qui fait une blague en rapport avec l'actualité et qui termine par : « Ah ben dis donc elle est bonne celle-là ! » ou au contraire parfois « Oh ben non, elle est pas bonne ! »
- Celui habillé en infirmière sado-maso qui dit « Casse-moi la bouche bad boy, ça me fait jouir »
- François le Français (qui est en fait Tata Suzanne[5]) et sa chanson « Bleu Blanc Rouge, je suis François le Français » (et sa version féminine, Françoise la Française et sa chanson « Bleu Blanc Rouge, je suis Françoise la Française »)
- Celui avec un gros œil ouvert et un œil fermé, prêt à rencontrer une célébrité se trouvant laide
- Celui tout en gris avec des lunettes rouges qui veut « bédave »
- Celui avec un demi-masque blanc qui « s'engueule » avec son chat
- Celui qui se moque des réflexions de grands penseurs en concluant « j'm'en fous, moi je suis con ! »
- Celui qui se moque des Indiens ou de certaines tribus et qui reçoit toujours quelque chose à la fin du sketch mais survit à chaque fois
- Meminem, le rappeur amateur du Nord fan de Jacques Mesrine et des Golf TDI.
- Le Père Noël
- L'amoureux d'Abdallah (pseudo d'Omar pour le sketch), avec qui il se dispute tout le temps « parce que c'est pas le moment pour téléphoner » et qui menace de le tromper avec un dénommé Ahmed. Ce personnage est le plus souvent coiffé d'un fez.
- Le docteur Derek Shepherd de Grey's Anatomy, qui porte un bandana aux couleurs du drapeau américain
- Celui qui se trompe de numéro et qui insulte son interlocuteur
- Super Connard, qui porte une cagoule bleue et un loup noir. Ce personnage incarne le genre d'individu désagréable de la vie quotidienne et prend un malin plaisir à le faire savoir. Il commence toujours ses apparitions par la phrase « Hé vous m'reconnaissez ? », ce à quoi Omar lui répond par la négative, puis poursuit par « Mais si, c'est moi [...] » et enchaîne en s'attribuant la responsabilité d'une attitude typiquement désagréable que n'importe qui a déjà subie. Sa devise est : super connard, ah oui c'est moi !
- Mioummioum, déguisé en Po, le personnage rouge des Télétubbies, et qui fait la même chose que Patafoin pour Omar.
- L'élève de 6e à la une voix très aiguë, qui trouve des solutions évidentes aux problèmes du monde, comme si personne n'y avait jamais pensé alors que ça tombe sous le sens
- Celui qui demande si des personnages historiques comme Henri IV ou Catherine de Médicis sont en vie et qui fond en larmes en disant « Que c'est triste ! » à la suite de la révélation d'Omar quant à leur décès datant de quelques siècles
- Celui qui hurle qu'il a mis un vêtement pour aller quelque part ou pour faire quelque chose, exemple : « J'ai mis un manteau de fourrure ! » - « Pour aller où ? » - « Dans la forêt !! ». Il est interprété par Omar le 26 mai et le 9 novembre 2011.
- Celui qui menace de tuer son voisin Piniousse
- Celui qui se prend pour le chef de l'émission Top Chef ou MasterChef et qui insulte les candidats sur leurs recettes.
- Celui qui préconise le "massage anal" pour se sortir les gens d'une situation compliquée.
- Celui qui appelle Omar pour lui demander des renseignements sur un objet en rapport avec l'Afrique, se justifiant par la phrase "J'me suis dit je vais l’appeler, comme vous êtes de là-bas..." et terminant toujours par "C'est moi qui vous ai appelé pour la noix de coco."
- Celui qui "Adore les Gnocchis"

### Personnages interprétés par Omar ou Fred
- Un homme masqué, qui dit d'un ton aguicheur : « Dis donc... tu viens plus aux soirées là ? », en parlant de soirées échangistes.
- Un homme torse nu, soit avec ses recettes de cuisine (Fred), soit ses conseils de bricolage (Omar) à double sens, et les fameuses répliques : « Que dois-je faire ? » et « Tu vois ? ». On y remarque une allusion sexuelle très forte, mimant la jouissance.
- Celui qui s'interroge sur la présence de certaines célébrités aux Césars aux moyens de calembours sur leurs noms (Ex : Omar louche devant la caméra, puis prononce le prénom Gilles, il fait référence à l'acteur Gilles Lellouche.)

## Parodies
- Les Guignols de l'info ont parodié, au mois d'avril 2008, le SAV des émissions, créant le SAV des expulsions, avec Brice Hortefeux et Nicolas Sarkozy. Omar et Fred y font leur apparition avec les voix de :
  - L'homme masqué
  - Tata Suzanne (marionnette de Jean-Marie Le Pen)
  - Le commandant de bord
  - Le chanteur
- Ils ont aussi fait une parodie : le service après vente des 20 ans le jour des 20 ans des guignols.
- En novembre 2014, un nouveau sketch des Guignols de l'Info, le SAV des Bateaux de Guerre, met en scène les marionnettes de François Hollande et de Vladimir Poutine et aborde l'indécision du gouvernement français face à la crise en Ukraine et au contrat de livraison de bateaux Mistral qui lie la France et la Russie.
- L'émission On n'est pas couché de Laurent Ruquier a également parodié en février 2009 le SAV des émissions, en créant le SAV des présidents, où Nicolas Sarkozy et Barack Obama se téléphonent (il s'agit en fait d'un recollage des têtes des présidents sur des sketchs du SAV des émissions et de la refonte de la bande-son).
- Le Service Après Vente du Grand Journal, pour le départ de Michel Denisot et son remplacement par Antoine De Caunes à la fin de la saison 2012-2013. Les marionnettes d'Antoine et Michel reprennent les personnages d'Omar et Fred.
- Les Lascars Gays, dans l'émission On n'demande qu'à en rire, ont parodié le SAV des émissions, devenu SAV des adolescents.

## Personnalités invitées et parodiées

### Personnalités invitées
- Diam's intervenue dans la saison 1.
- Dick Rivers intervenu dans la saison 1 pour la promo de son album
- Gad Elmaleh intervenu dans la saison 1 soi-disant frère d'Omar et vendeur de rideaux métalliques.
- Alain Chabat, intervenu en parodiant la musique de son film La Personne aux deux personnes en Doudou.
- Jules-Édouard Moustic intervenu dans la saison 1 en hurlant « Banzai »
- Jo-Wilfried Tsonga intervenu dans les célèbres « Tu viens plus aux soirées ».
- Robert Pirès qui a joué le 8 juin 2009 plusieurs rôles dont le mec masqué et le "bleu, blanc, rouge" puis le 24 mai 2011 pour faire la promo de son livre Les Canards ne savent pas tacler.
- Eddy Mitchell qui a joué le 23 novembre 2009 son propre rôle ainsi que celui de Tonton Mitchell, le mari de tata Suzanne, qu'il décide de quitter pour se lancer dans la musique.
- Titoff qui a joué le 7 janvier 2010 le professeur Jacky Love.
- Laurent Lafitte qui a fait une soirée Ensemble, c'est trop
- Nina Roberts (actrice de x) qui apparait comme la femme d'un personnage de Fred qui dit « J'aime voir jouir l'homme », Fred intervient et dit « Non, elle voulait dire j'aime voir jouer l'O.M. » et également dans un SAV spécial préparant le passage au codage numérique pour la protection des mineurs.
- Géraldine Nakache et Leïla Bekhti, pour la Journée internationale des femmes le 8 mars 2010, qui ont remplacé les standardistes.
- Marcel Amont intervenu le 1er avril 2010 pour son quatre-vingt-unième anniversaire.
- Sexion D'Assaut intervenus le 1er juin 2010 interviewés par Amidou le journaliste.
- Youssou N'Dour intervenu en 2010 avant son concert annuel à Bercy
- Jo-Wilfried Tsonga et Julien Benneteau le 3 décembre 2010
- Jean-Louis Aubert qui est intervenu trois fois : deux fois le 6 décembre 2010 et une fois le 7 décembre 2010. Le 6 décembre 2010, il se fait passer pour Mick Jagger et est avec Hamidou, et l'autre fois il fait la promo de son album Roc éclair. Le 7 décembre 2010, il chante avec Doudou.
- Frank Michaël, intervenu chantant pour Omar.
- Kamel le magicien, intervenu le 17 décembre 2010 pour faire un tour de magie qui a donné à Fred la voix d'Omar
- Inna Modja, intervenue dans la saison 5 pour la promotion de son album
- José Garcia et Vincent Elbaz, pour la promotion de La Vérité si je mens ! 3
- Kyan Khojandi pour faire la promo du DVD de Bref le 5 avril. Il réintervient le 12 avril pour s'autoparodier "Bref : J'ai appelé le SAV"
- Daniel Guichard les 5 et 6 avril 2012 pour annoncer qu'il est à l'Olympia du 14 au 22 avril. Il a fait également fais un "tu viens plus aux soirées "le 6 avril 2012
- Amadou et Mariam les 17 et 19 avril 2012
- Lundi 25 juin 2012, plusieurs invités viennent pour évoquer la fin du SAV : Pascal Obispo et Valérie Damidot, Eric et Ramzy, Mouloud Achour...
- Arnaud Tsamere vient le 26 juin 2012 qui demande si « Maryse » (personnage cité de manière récurrente par Omar et Fred) existe vraiment.
- Julie Farenc-Déramond apparaît (le 26 juin 2012) pour incarner Maryse à la demande faite plus haut. Elle apparaît en sortant du dessous de la table des téléphones d'où elle retourne « travailler ».
- Jamel Debbouze
- Valérie Damidot

### Personnalités parodiées
- Jean-Luc Delarue parodié en référence à son attitude déplacée à la cérémonie des globes de cristal.
- Derek Shepherd parodié par Fred.
- Jean-Marie Le Pen parodié par Fred.
- Laurent Ruquier parodié au début en utilisant le nom de l'humoriste puis par l'intermédiaire du personnage de Jean Bloguin.
- Rocco Siffredi parodié par Fred.
- Jean-Michel Aphatie parodié par Omar en 2011.
- Nafissatou Diallo parodiée par Omar.
- Amadou du groupe Amadou et Mariam parodié par Omar
- Mario, le plombier moustachu des jeux vidéo, parodié par Omar

## Produits dérivés
Les différentes saisons de l'émission sont produites en DVD (un par saison), sous forme unitaire ou en coffret regroupant plusieurs saisons. En 2010 sort un coffret regroupant les quatre premières saisons qui bénéficie d'une édition limitée (« Édition de luxe »), avec une boîte en forme de téléphone rouge.

## Identité visuelle (logo)

1er logo de la série (Saison 2005/2006)
Logo 2006-2012